# Ásatrúarfélagið
Ásatrúarfélagið – islandzkie stowarzyszenie religijne, promujące wiarę w nordyckich bogów i skupiające jej wyznawców. 
Stowarzyszenie powstało w 1972 roku, zostało zarejestrowane rok później. W latach 2004−2014 liczba członków potroiła się i wyniosła 2400 osób, przy całkowitej populacji kraju na równej 330 000 osób. W lutym 2015 roku stowarzyszenie rozpoczęło budowę świątyni w Reykjavíku.